# L'uomo che verrà
L'uomo che verrà è un film del 2009 diretto da Giorgio Diritti; è stato distribuito nelle sale cinematografiche italiane il 22 gennaio 2010. Nella versione originale il film è in dialetto bolognese con sottotitoli in italiano.
Il film è stato presentato in concorso al Festival internazionale del film di Roma 2009, dove ha vinto il Marc'Aurelio d'Oro del pubblico al miglior film e il Gran Premio della Giuria Marc'Aurelio d'Argento. Ha ottenuto sedici candidature ai David di Donatello 2010, vincendo tre premi, fra cui quello per miglior film. Ha ottenuto sette candidature ai Nastri d'argento 2010, vincendo tre premi.

## Trama
Nell'inverno 1943-1944 sull'Appennino emiliano, la piccola Martina, di otto anni, vive con i genitori e con la numerosa famiglia contadina, che fatica ogni giorno per sopravvivere. Dalla morte del fratello più piccolo durante il conflitto Martina ha smesso di parlare, e questo la rende oggetto di scherno da parte dei coetanei, tuttavia il suo sguardo sul mondo che la circonda è molto profondo. La seconda guerra mondiale arriva anche sulle sue colline ricoperte di neve, con la presenza sempre più invadente di soldati tedeschi e squadre di partigiani. Lena, la madre della bambina, resta nuovamente incinta e Martina segue con attenzione i nove mesi della gestazione, mentre le complesse vicende della guerra si intersecano con la quotidianità della vita contadina: il bucato, le ceste intrecciate nella stalla, la macellazione del maiale, gli amoreggiamenti dei giovani, la Prima comunione.
Il fratellino di Martina nasce in casa, a fine settembre del 1944. Allo spuntar del giorno le SS, appoggiate da reparti di soldati dell'esercito fascista, arrivano sulle colline bolognesi, mettendo in atto un feroce rastrellamento, che verrà ricordato come strage di Marzabotto: vecchi, uomini, donne e bambini vengono trucidati, dopo esser stati raccolti nei cimiteri, nelle chiese e nei casolari. Martina, che era riuscita a fuggire, viene scoperta e rinchiusa nella piccola chiesa di Cerpiano insieme a decine di altre persone e, dopo avere chiuso le porte, attraverso le finestre i soldati lanciano all'interno delle granate che fanno strage. La bambina resta miracolosamente illesa e torna a casa, trovando solo stanze vuote e silenzio: prende la cesta con il fratellino, che aveva nascosto all'interno di un rifugio dentro il bosco prima di essere trovata, e si rifugia nella canonica di don Fornasini, uno dei parroci della zona. Dopo che la strage si è compiuta, è l'unica a far ritorno al casolare di famiglia, dove si prende cura del fratellino intonando per lui una ninna nanna, riacquistando l'uso della parola.

## Produzione
Ambientato nel 1944, racconta gli eventi antecedenti la strage di Marzabotto visti attraverso gli occhi di una bambina di otto anni. Il film è stato girato a Radicondoli, in provincia di Siena, e a Monte San Pietro, in provincia di Bologna, con un budget di 3 milioni di euro e con il supporto di Rai Cinema e del Ministero per i Beni e le Attività Culturali.

## Realtà e finzione
Il regista si è lungamente documentato prima di realizzare il film, soprattutto presso l'Istituto Parri (Istituto per la storia e le memorie del '900, Bologna). Anche la vita contadina di quegli anni è ripresa con realismo e ricchezza di dettagli. Nei titoli di coda si dichiara che i personaggi e le vicende del film sono frutto di finzione, mentre lo sfondo storico (la strage di Monte Sole, più nota come strage di Marzabotto) è reale. Tuttavia alcuni personaggi del film sono realmente esistiti:
- don Giovanni Fornasini, giovane parroco antifascista;
- don Ubaldo Marchioni, che fu ucciso davanti all'altare della chiesa di Casaglia: la pisside che teneva in mano al momento dell'uccisione si conserva ancora, con una pallottola incastrata sul fianco;
- suor Antonietta Benni, orsolina, maestra d'asilo (nel film non ne viene citato il nome); nella realtà, è una dei tre sopravvissuti della strage di Cerpiano;
- il partigiano "Lupo", della brigata Stella Rossa;
- la donna storpia uccisa in chiesa, perché non aveva potuto ubbidire ai soldati tedeschi che le avevano ordinato di uscire subito;
- il gruppo di ottantaquattro persone che fu realmente ucciso con le mitragliatrici nel cimitero di Casaglia;
- il gruppo di una settantina di persone che fu realmente ucciso all'interno della chiesa di Cerpiano con il lancio di bombe a mano.

## Distribuzione
"Abbiamo inventato un po' la distribuzione ... Non avevamo più soldi, io e il mio socio ci siamo detti, facciamo così, andiamo alla cineteca di Bologna e gli chiediamo se ci fanno una copia, i soldi sono suoi fino al raggiungimento del costo, poi da lì in avanti ce li danno a noi, e così abbiamo fatto in tutto il nord Italia."
(Giorgio Diritti - intervista al festival della Mente 2014)

## Riconoscimenti
- 2010 - David di Donatello
  - Miglior film
  - Migliore produttore a Simone Bachini e Giorgio Diritti
  - Miglior sonoro a Carlo Missidenti
  - Candidatura Miglior regia a Giorgio Diritti
  - Candidatura Migliore sceneggiatura a Giorgio Diritti, Giovanni Galavotti e Tania Pedroni
  - Candidatura Migliore attrice protagonista a Greta Zuccheri Montanari
  - Candidatura Migliore attrice non protagonista a Alba Rohrwacher
  - Candidatura Migliore fotografia a Roberto Cimatti
  - Candidatura Miglior colonna sonora a Marco Biscarini e Daniele Furlati
  - Candidatura Migliore scenografia a Giancarlo Basili
  - Candidatura Migliori costumi a Lia Francesca Morandini
  - Candidatura Miglior trucco a Amel Ben Soltane
  - Candidatura Migliori acconciature a Daniela Tartari
  - Candidatura Miglior montaggio a Giorgio Diritti e Paolo Marzoni
  - Candidatura Migliori effetti speciali visivi a LIMINA
  - Candidatura David Giovani a Giorgio Diritti
- 2010 - Globo d'oro
  - Gran Premio della stampa estera a Giorgio Diritti
- 2010 - Ciak d'oro
  - Miglior regista a Giorgio Diritti[2]
  - Miglior produttore a Simone Bachini e Giorgio Diritti[2]
  - Migliore sonoro in presa diretta a Carlo Missidenti[2]
- 2010 - Nastro d'argento
  - Miglior produttore a Simone Bachini e Giorgio Diritti
  - Migliore scenografia a Giancarlo Basili
  - Migliore sonoro a Carlo Missidenti
  - Candidatura Regista del miglior film a Giorgio Diritti
  - Candidatura Migliore fotografia a Roberto Cimatti
  - Candidatura Migliori costumi a Lia Francesca Morandini
  - Candidatura Miglior montaggio a Giorgio Diritti e Paolo Marzoni
- 2010 - Premio Flaiano
  - Premio al miglior regista a Giorgio Diritti
- 2009 - Festival Internazionale del Film di Roma
  - Gran Premio della Giuria Marc'Aurelio d'Argento
  - Premio BNL del pubblico al miglior film
  - Premio "La meglio gioventù" a Giorgio Diritti
  - Candidatura Marc'Aurelio d'Oro per il miglior film
- 2010 - Bari International Film Festival
  - Giovane attrice rivelazione a Greta Zuccheri Montanari
  - Miglior compositore delle musiche a Marco Biscarini e Daniele Furlati
- 2010 - Alabarda d'oro
  - Miglior film
- 2010 - Ischia Film Festival
  - Premio Castello Aragonese per la regia a Giorgio Diritti